# Heath Common
Heath Common – wieś w Anglii, w hrabstwie West Sussex, w dystrykcie Horsham. Leży 27 km na wschód od miasta Chichester i 68 km na południe od Londynu.